# 河坝镇 (南部县)
河坝镇，是中华人民共和国四川省南充市南部县下辖的一个乡镇级行政单位。2019年10月，撤销龙庙乡，将其所属行政区域划归河坝镇管辖。

## 行政区划
河坝镇下辖以下地区：
慈音庵社区、杜家店村、石佛山村、三叉河村、立仙庵村、范家沟村、许家垭村、黄堂寺村、铧厂弯村、海塘井村、沪家山村、凤凰山村、崇仙井村、小李沟村、回龙观村和新拱桥村，文大山村、尖山子村、园通庵村、白鹤湾村、常乐庵村、菩堤垭村、尊圣寺村、六角冲村、大石岩村和高屋基村。